# Mleczna (Radom)
Mleczna – osiedle w północnej części Radomia.
Według Systemu Informacji Miejskiej osiedle obejmuje obszar ograniczony rzeką Mleczną, granicami działek, ulicą Mleczną, ulicą Mścisława, granicami działek, ulicą Cedrową i granicami działek. Osiedle Mleczna graniczy od północy z osiedlem Firlej, od wschodu – Huta Józefowska i Stara Wola Gołębiowska, od południa – Brzustówka, zaś od zachodu – Józefów.
W rejestrze TERYT osiedle Mleczna wydzielone jest jako część miasta z identyfikatorem SIMC 0973040.